# 克利尔蒙特 (怀俄明州)
克利尔蒙特（英語：Clearmont），是美国怀俄明州谢里敦县（Sheridan）下属的一座城市。该市的人口在2000年为115人，2010年有142，2011年则估计有143人。